# Acalypha medibracteata
Acalypha medibracteata är en törelväxtart som beskrevs av Radcl.-sm. och Rafaël Herman Anna Govaerts. Acalypha medibracteata ingår i släktet akalyfor, och familjen törelväxter.

## Underarter
Arten delas in i följande underarter:
- A. m. calcicola
- A. m. medibracteata